# École supérieure d'informatique, électronique, automatique
De École supérieure d'informatique, électronique, automatique, ook wel ESIEA, is een grande école (technische universiteit) in Parijs. Het is in 1958 opgericht en is gevestigd in Ivry-sur-Seine in de buurt van de campus van Institut polytechnique des sciences avancées.

## Onderzoekslaboratoria
- Digital Confidence en veiligheid
- Learning Data Robotics
- Interactions Digital Health Handicap
- Kunst en Digital Research